# ستيفن ماكينون
ستيفن ماكينون هو سياسي كندي، ولد في 28 سبتمبر 1966 في شارلوت تاون في كندا. نشط حزبياً في الحزب الليبرالي الكندي. وقد انتخب عضو مجلس العموم الكندي عن دائرة Gatineau (federal electoral district) ‏ وقد انضم خلال فترته النيابية ‏ للكتلة البرلمانية الحزب الليبرالي الكندي.